# Photoplay Award/Bester Film
Photoplay Award: Bester Film
Gewinner in der Kategorie Bester Film. Von 1921 bis 1969 ehrte die „Photoplay-Medaille“ („Photoplay Medal of Honor“, auch „Photoplay Gold Medal“ genannt) den besten Film des Jahres. Über die Gewinner stimmten bis 1940 und ab 1954 die Leser der Filmzeitschrift Photoplay ab, von 1945 bis 1953 wurden die Preisträger durch eine Meinungsumfrage der Audience Research Inc. ermittelt.
Die im Folgenden genannten Jahreszahlen nennen die bewerteten Filmjahre. Die Verleihungen fanden jeweils im Folgejahr statt.

## Preisträger 1920–1968
| Jahr      | Preisträger                                     | Deutscher Verleihtitel                | Regie                                                   |                      |
| --------- | ----------------------------------------------- | ------------------------------------- | ------------------------------------------------------- | -------------------- |
| 1920      | Humoresque                                      | nicht bekannt                         | Frank Borzage                                           |                      |
| 1921      | Tol'able David                                  | Der Überfall auf die Virginiapost     | Henry King                                              |                      |
| 1922      | Robin Hood                                      | Robin Hood                            | Allan Dwan                                              |                      |
| 1923      | The Covered Wagon                               | Der Planwagen                         | James Cruze                                             |                      |
| 1924      | The Dramatic Life of Abraham Lincoln            | nicht bekannt                         | Phil Rosen                                              |                      |
| 1925      | The Big Parade                                  | Die große Parade                      | King Vidor                                              |                      |
| 1926      | Beau Geste                                      | Blutsbrüderschaft                     | Herbert Brenon                                          |                      |
| 1927      | Seventh Heaven                                  | Das Glück in der Mansarde             | Frank Borzage                                           |                      |
| 1928      | Four Sons                                       | nicht bekannt                         | John Ford                                               |                      |
| 1929      | Disraeli                                        | nicht bekannt                         | Alfred E. Green                                         |                      |
| 1930      | All Quiet on the Western Front                  | Im Westen nichts Neues                | Lewis Milestone                                         |                      |
| 1931      | Cimarron                                        | Pioniere des wilden Westens           | Wesley Ruggles                                          |                      |
| 1932      | Smilin' Through                                 | Liebesleid                            | Sidney Franklin                                         |                      |
| 1933      | Little Women                                    | Vier Schwestern                       | George Cukor                                            |                      |
| 1934      | The Barretts of Wimpole Street                  | nicht bekannt                         | Sidney Franklin                                         |                      |
| 1935      | Naughty Marietta                                | Tolle Marietta                        | Robert Z. Leonard W. S. Van Dyke                        |                      |
| 1936      | San Francisco                                   | San Francisco                         | W. S. Van Dyke                                          |                      |
| 1937      | Captains Courageous                             | Manuel                                | Victor Fleming                                          |                      |
| 1938      | Sweethearts                                     | nicht bekannt                         | W. S. Van Dyke                                          |                      |
| 1939      | Gone with the Wind                              | Vom Winde verweht                     | Victor Fleming                                          |                      |
| 1940–1943 | Preis nicht vergeben                            | Preis nicht vergeben                  | Preis nicht vergeben                                    | Preis nicht vergeben |
| 1944      | Going My Way                                    | Der Weg zum Glück                     | Leo McCarey                                             |                      |
| 1945      | The Valley of Decision                          | Die Entscheidung                      | Tay Garnett                                             |                      |
| 1946      | The Bells of St. Mary’s                         | Die Glocken von St. Marien            | Leo McCarey                                             |                      |
| 1947      | The Jolson Story                                | Der Jazzsänger                        | Alfred E. Green                                         |                      |
| 1948      | Sitting Pretty                                  | Belvedere räumt auf                   | Walter Lang                                             |                      |
| 1949      | The Stratton Story                              | nicht bekannt                         | Sam Wood                                                |                      |
| 1950      | Battleground                                    | Kesselschlacht                        | William A. Wellman                                      |                      |
| 1951      | Show Boat                                       | Mississippi-Melodie                   | George Sidney                                           |                      |
| 1952      | With a Song in My Heart                         | Mit einem Lied im Herzen              | Walter Lang                                             |                      |
| 1953      | From Here to Eternity                           | Verdammt in alle Ewigkeit             | Fred Zinnemann                                          |                      |
| 1954      | Magnificent Obsession                           | Die wunderbare Macht                  | Douglas Sirk                                            |                      |
| 1955      | Love Is a Many-Splendored Thing                 | Alle Herrlichkeit auf Erden           | Henry King                                              |                      |
| 1956      | Giant                                           | Giganten                              | George Stevens                                          |                      |
| 1957      | An Affair to Remember                           | Die große Liebe meines Lebens         | Leo McCarey                                             |                      |
| 1958      | Gigi                                            | Gigi                                  | Vincente Minnelli                                       |                      |
| 1959      | Pillow Talk                                     | Bettgeflüster                         | Michael Gordon                                          |                      |
| 1960      | Preis nicht vergeben                            | Preis nicht vergeben                  | Preis nicht vergeben                                    | Preis nicht vergeben |
| 1961      | Splendor in the Grass                           | Fieber im Blut                        | Elia Kazan                                              |                      |
| 1962      | The Miracle Worker                              | Licht im Dunkel                       | Arthur Penn                                             |                      |
| 1963      | How the West Was Won                            | Das war der Wilde Westen              | John Ford Henry Hathaway George Marshall Richard Thorpe |                      |
| 1964      | The Unsinkable Molly Brown                      | Goldgräber-Molly                      | Charles Walters                                         |                      |
| 1965      | The Sound of Music                              | Meine Lieder – meine Träume           | Robert Wise                                             |                      |
| 1966      | The Russians Are Coming the Russians Are Coming | Die Russen kommen! Die Russen kommen! | Norman Jewison                                          |                      |
| 1967      | The Dirty Dozen                                 | Das dreckige Dutzend                  | Robert Aldrich                                          |                      |
| 1968      | Rosemary’s Baby                                 | Rosemaries Baby                       | Roman Polański                                          |                      |